# BBC iPlayer
BBC iPlayer — стриминговый сервис и медиапроигрыватель британской медиавещательной корпорации Би-би-си. Сервис доступен на разных устройствах, включая мобильные телефоны, планшеты, персональные компьютеры и Smart TV. Услуги iPlayer предоставляются зрителям на территории Великобритании без коммерческой рекламы. Термины BBC iPlayer, iPlayer, и BBC Media Player описывают разные методы просмотра или прослушивания одного и того же контента. Для пользования сервисом по закону необходима действующая британская лицензия на телевидение.

## История
Концепция для BBC iPlayer была задумана Беном Лавендером в 2005 году, сотрудником Би-би-си, который был разочарован попытками скачать через BitTorrent телесериал «Баффи — истребительница вампиров». Он презентовал идею разным сотрудникам, и генеральный директор сказал ему, что он «спас Би-би-си». Была разработана система BBC Redux в качестве проверки концепции для кроссплатформенной стриминговой системы на основе Flash Video. Первый сервис iPlayer был запущен в октябре 2005 года и до 28 февраля 2006 года прошёл 5-месячное испытание с участием 5 тысяч пользователей широкополосного доступа в Интернет. iPlayer подвергся критике за задержку запуска, ребрендинг и стоимость для плательщиков лицензионных сборов, поскольку после 4 лет разработки не было представлено готового продукта. Новый улучшенный сервис iPlayer затем прошёл через ещё одну, очень ограниченную пользовательскую пробную версию, которая началась 15 ноября 2006 года. В разные моменты тестирования iPlayer был известен как Integrated Media Player (iMP), Interactive Media Player, и MyBBCPlayer.
iPlayer получил одобрение органа управления Би-би-си 30 апреля 2007 года, и 27 июля 2007 года была запущена открытая бета-версия для Windows XP и Windows Server 2003. Было объявлено, что ограниченное количество людей смогут зарегистрироваться на сервисе, с постепенным увеличением в течение лета. Открытая бета-версия включала медиаплеер, электронное расписание передач и клиент загрузки, который позволял загружать контент на компьютеры с IP-адресом в Великобритании для использования в течение 30 дней после трансляции. Ограниченность доступности, в том числе в плане операционных систем, вызвала шквал критики, который привёл к электронной петиции в Даунинг-стрит, 10. 16 октября 2007 года Би-би-си объявила о сотрудничестве с Adobe, которое позволило запустить ограниченный стриминговый сервис для пользователей Mac и Linux, а также для пользователей Windows, не желающих использовать службу загрузки. Стриминговый сервис запущен 13 декабря 2007 года. BBC iPlayer покинул стадию бета-тестирования и начал работать 25 декабря 2007 года. По запросу в связи с Актом о свободе информации Би-би-си раскрыло, что развитие iPlayer стоило 6 млн фунтов стерлингов.

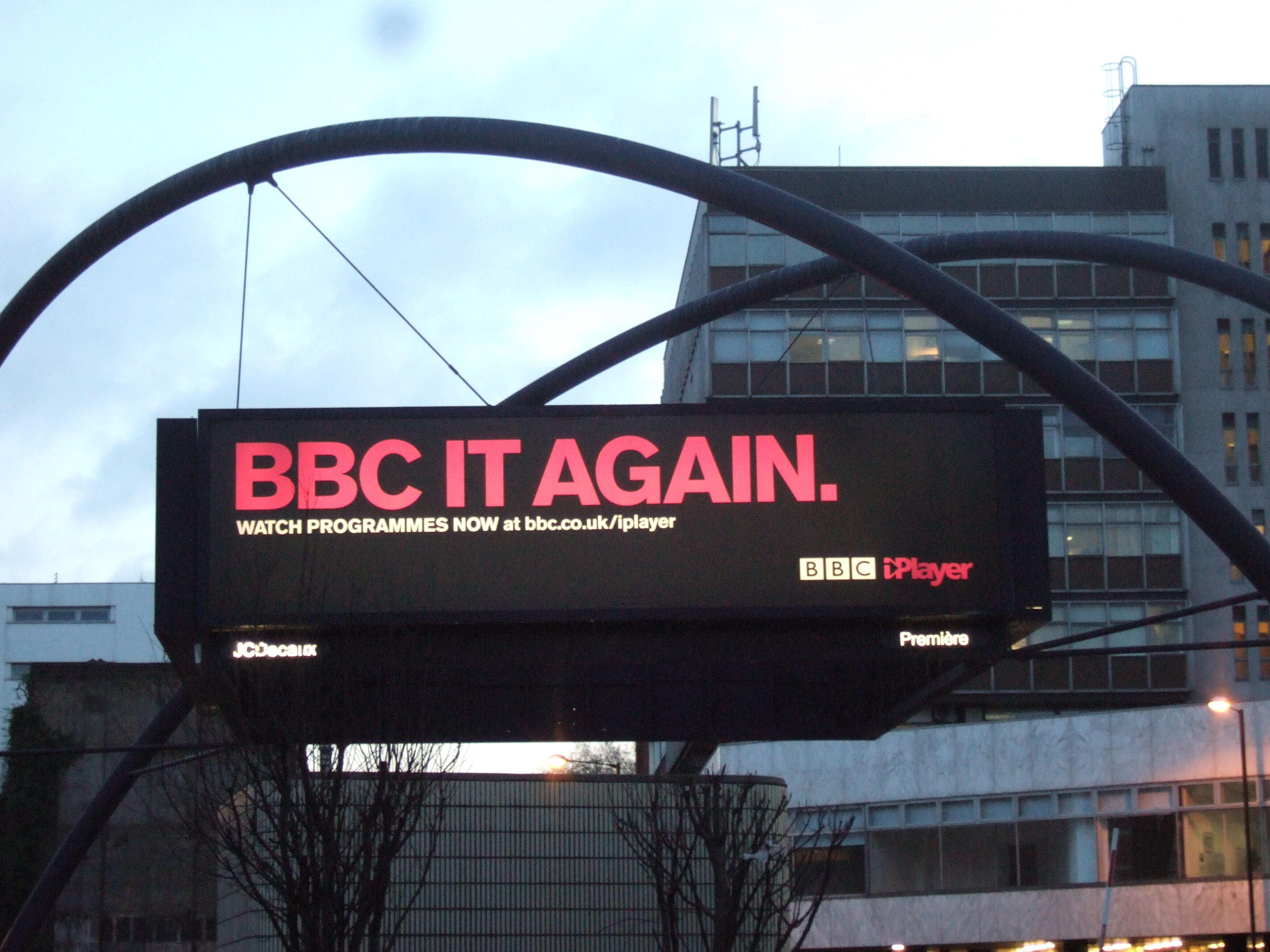
Рекламная агитация в Лондоне в 2008 году (с логотипом сервиса 2007—2020 годов).

25 июня 2008 года был запущен обновлённый iPlayer, первоначально являвшийся бета-тестом наряду с более ранней версией. Слоганом сайта было «Наверстайте последние 7 дней ТВ и радио Би-би-си», означая, что программы после этого становились недоступными (за редким исключением). Би-би-си отмечала, что это из-за авторских прав. Позднее слоган сменился на «Делаем то, что невозможно пропустить, невозможным пропустить». 20 апреля 2009 года Би-би-си ввела потоковое вещание и загрузку в высокой чёткости (HD) на iPlayer. 1 сентября 2009 года Sony запустила приложение iPlayer на PlayStation 3.
В феврале 2011 года на BBC iPlayer появились ссылки на программы других вещателей, в том числе ITV, Channel 4, 5 канал и S4C. Когда пользователи нажимали на программы других вещателей, их перенаправляло на аналогичные сервисы других вещателей. Также в феврале 2011 года запущены мобильные приложения для устройств на iOS and Android. 8 октября 2012 года сервисы BBC Radio, которые были доступны через iPlayer, были перезапущены под брендом BBC iPlayer Radio. Новый сервис стал предлагать другой функционал по сравнению с основным интерфейсом iPlayer. Было также запущено мобильное приложение BBC iPlayer Radio. 26 сентября 2013 года BBC iPlayer Desktop был заменён на BBC iPlayer Downloads и уже не базировался на Adobe AIR. Одновременно Би-би-си прекратила возможность скачивать программы в формате WMV.
В апреле 2014 года BBC iPlayer прошёл через очередной перезапуск с новым интерфейсом. С октября 2014 года доступность программ на iPlayer была продлена с 7 до 30 дней. Пандемия COVID-19 с 2020 года и последующие карантины изменили ситуацию, и многие программы стали доступны более чем на год, а также ряд шоу (например, «Острые козырьки», «Top Gear», «Убивая Еву») стали доступны целиком с самой первой серии. Однако из-за юридических причин большинство новостных выпусков доступны только в течение 24 часов после трансляции.

Логотип сервиса с 2021 по 2022 год.

17 октября 2018 года бренд BBC iPlayer Radio был заменён на BBC Sounds, и были запущены новый сайт и мобильные приложения. В 2019 году Би-би-си улучшила качество формата с 720p (стандартный HD) до 1080p (Full HD). По состоянию на 2024 год некоторые программы доступны для просмотра в UHD в рамках пробного периода, также крупные события транслируются в прямом эфире в 4K.

## Требование лицензии на телевидение
До сентября 2016 года лицензия на телевидение на требовалась для стриминга уже вышедших теле- и радиопрограмм Би-би-си на iPlayer, но требовалась лицензия на просмотра прямых эфиров. С 1 сентября 2016 года лицензия стала необходима для просмотра любого контента на iPlayer. Несмотря на формальное наличие требования, система построена на доверии: пользователи должны подтвердить наличие лицензии во всплывающем окне. У Би-би-си и TV Licensing нет планов по введению мер для распознавания.
В сентябре 2016 года Би-би-си объявила, что в конце концов пользователям понадобится аккаунт BBC ID для доступа к контенту не для детей на сервисе. В мае 2017 года iPlayer стал советовать авторизовываться, ожидая перехода на новую систему. Ряд СМИ предположили, что требование аккаунта помогает собирать персональные данные, что поможет отслеживать избегающих лицензии на телевидение.

## Реакция
Перед запуском в декабре 2007 года Би-би-си надеялась достичь миллиона пользователей в первые 6 месяцев В итоге планка оказалась сильно заниженной, поскольку только за первые 3 недели было просмотрено или скачано 3,5 млн программ. Газета «The Guardian» назвала эти числа «крайне многообещающими».
В первый, 2008, год работы рост продолжался впечатляющими темпами. К апрелю iPlayer составил примерно 5 % всего интернет-трафика Великобритании, а к июню было примерно 5 млн ежедневных просмотров в среднем на страницу. В декабре было объявлено, что с момента запуска на сервисе было просмотрено более 180 млн программ. На церемонии BAFTA в мае iPlayer победил в номинации «Интерактивный инновационный сервис или платформа». Успешным стал стриминг программ, который в январе 2008 года в 8 раз превышал количество загрузок, а в октябре 2009 года — в 32 раза.
За октябрь 2009 года сайт получил 70 млн запросов и передал 7 петабайтов данных. Телевидение составило две трети всех запросов, радио — остальную часть. 85 % запросов были с компьютеров, остальное — в основном с iPod, iPhone и PS3 (всего — 15 платформ).
В 2008 году пропускная способность iPlayer встретила критику со стороны интернет-провайдеров. Некоторые из них, в особенности Tiscali, призвали Би-би-си частично профинансировать модернизацию сети, чтобы справиться с трафиком. В ответ Би-би-си заявила, что iPlayer стимулирует спрос на подписки на широкополосный доступ.
К маю 2010 года сайт получал 123 млн запросов на воспроизведение. К марту 2012 года сервисом пользовалось 40 % взрослых интернет-пользователей Великобритании.

### Критика средств защиты авторских прав
Во время тестирования 2005—2006 годов система технических средств защиты авторских прав была основана на Windows Media DRM от Microsoft, что поставило под вопрос доступность сервиса на разных платформах, так как технология была доступна только на Windows XP. Однако некоторым пользователям удалось заставить её работать на Windows Vista, используя настройки совместимости. Би-би-си отметила, что у них есть «приверженность к нейтральности платформ и стремление сделать контент максимально доступным» и что, хотя тестирование велось с использованием технологий Microsoft, они постоянно ищут новые технологии, которые позволят ослабить требования. Эшли Хайфилд, директор отдела медиа и технологий будущего в то время, пояснила: «Мы всегда начинали с платформы, которая доступна большинству людей и отталкивались от этого». Также они разъяснили, что не весь контент будет подвергаться данной системе защиты авторских прав: к примеру, прямые эфиры не всегда нуждаются в таком уровне контроля. Впоследствии был начат проект по интеграции с другими платформами с помощью Wine. Стриминг теперь доступен через все браузеры, поддерживающие Adobe Flash. iPlayer Desktop, который даёт возможность скачивать программы для дальнейшего просмотра офлайн, доступен для Windows, macOS and Linux.
14 августа 2007 года Фонд свободного программного обеспечения устроил демонстрацию у телецентра Би-би-си. Питер Т. Браун из фонда раскритиковал Би-би-си за то, что, по его словам, стало отходом от предыдущей традиции. Он утверждал, что впервые зрители Би-би-си будут вынуждены использовать проприентарные технологии для просмотра программ.
18 февраля 2010 года Би-би-си обновила iPlayer, добавив уровень верификации SWF, который стремится закрыть дверь для реализации стриминга RTMP с открытым кодом Попытка стала неудачной: большинство существующих приложений с открытым исходным кодом по-прежнему способны воспроизводить или загружать контент RTMP из iPlayer.

## Доступность в других странах
Производство программ Би-би-си обеспечивается налогом в виде британской лицензии на телевидение, а также соглашениями о правах с третьими лицами. Таким образом, все программы Би-би-си на iPlayer доступны только для IP-адресов из Великобритании. Однако большая часть радиопередач доступны по всему миру. Исключение составляют некоторые программы, в основном спортивные передачи, которые затронуты авторскими правами.
28 июля 2011 года в 11 западноевропейских странах была запущена международная версия iPlayer, на что было дано одобрение органом управления корпорации в ноябре 2010 года. Международная версия представляет собой приложение для iPad, которое предлагает ограниченное количество бесплатного контента, поддерживаемого рекламными роликами и спонсорством, но основной бизнес-моделью является подписка. Международное приложение iPlayer включало некоторые функции, недоступные в британской, например, возможность смотреть программы как через 3G, так и через Wi-Fi, и функцию загрузки на мобильное устройство для просмотра офлайн. На момент запуска было доступно 1500 часов контента, из которых 60 % заказано и произведено Би-би-си, а 30 % заказано Би-би-си, но произведено независимыми компаниями. Остальные 10 % контента не имели отношения к Би-би-си, например, «Портал юрского периода» от ITV, «Голый повар» и «Отбросы» от Channel 4. К концу 2011 года была запущена работа в Австралии и Канаде в рамках однолетнего тестирования. Хотя в 2011 году ожидался ввод доступности в США, дата запуска так и не была объявлена. Согласно отдельным сведениям из 2012 года, американские провайдеры кабельного телевидения грозили исключением канала BBC America, если на американском рынке станет доступен iPlayer, дублирующий значительную часть контента телеканала. В заявлении относительно сложностей выхода на рынок в США глава отдела коммуникаций глобальной версии iPlayer Тесса Матчетт сказала: «Соединённые Штаты — очень сложный медиарынок. В настоящее время у нас есть очень успешный кабельный канал BBC America, и мы изучаем варианты внедрения дополнительных платформ в этой стране». В мае 2015 года было объявлено, что глобальный сервис iPlayer прекратит существование.
В начале 2016 года BBC Worldwide запустило версию сервиса iPlayer в Сингапуре под брендом BBC Player. Сервис доступен только подписчикам сервиса StarHub, подписавшимся на пакет каналов Би-би-си в Сингапуре. В 2017 году сервис распространился на Малайзию, но он доступен для подписчиков UniFi, подписавшихся на пакет Jumbо на HyppTV. Позднее был добавлен доступ для подписчиков Streamyx с тем же пакетом HyppTV. В 2022 году сервис BBC Player стал доступен в Польше через Canal+, а в 2023 году — на Тайване через Taiwan Mobile myVideo.
В марте 2017 года BBC Worldwide совместно с ITV и совладельцем BBC America AMC Networks запустила в США стриминговый сервис BritBox. В 2018 году сервис BritBox запущен в Канаде, в 2020 году — в Австралии, в 2021 году — ЮАР и в 2022 году — в Дании, Норвегии, Швеции и Финляндии через местных партнёров.